# Пилями
Пилями — река в Хабаровском крае России, протекает по территории Нанайского района. Длина реки — 32 км.
Начинается на северных склонах горы Тигровый Дом. Течёт по дуге, сначала в северо-западном направлении до южного склона Водораздельного хребта, затем на юго-запад. Впадает в реку Мухен справа на расстоянии 52 км от её устья. Верховья заняты кедрово-берёзовым и кедрово-кленовым лесом, низовья заболочены.
Основные притоки — Каменка, Лосевой, Логовой (все — левые), Завитой (правый).
В летнее время часты паводки, вызываемые интенсивными продолжительными дождями.
- Код водного объекта — 20030900112118100069851[2]